# Остфальский диалект
Остфа́льский диале́кт (нем. Ostfälisch) — крупный диалект нижненемецкого языка, распространённый на территории Нижней Саксонии, приблизительно на юго-востоке от линии Ильцен — Целле — Ганновер — Штадтхаген — Бюккебург (включая и эти города), а также на юге Люнебургской пустоши, в Хильдесхайме, Брауншвейге, Гёттингене, частично в Саксонии-Ангальт и северо-восточном Гарце. Таким образом, границы остфальского диалекта совпадают с границами исторической области Остфалия. Диалект был распознан и описан немецкой диалектологией только в XIX веке.

## Описание

Область распространения нижненемецких диалектов. Остфальский диалект обозначен цифрой 7.

В отличие от северо-нижнесаксонского диалекта, который всё ещё часто слышно по радио и телевидению и область распространения которого по-прежнему велика, остфальский диалект является исчезающим и уже редко употребляется даже в живой речи. Им владеют лишь некоторые пожилые жители региона, используя преимущественно в быту. Понятие ostfälisch в языкознании появилось в XIX столетии, когда впервые были исследованы и описаны особенности языка в области распространения диалекта. Остфальский диалект имеет множество вариантов, которые могут значительно отличаться друг от друга в фонетическом и лексическом плане даже в маленьких областях.
Региональные варианты остфальского диалекта включают: брауншвейгское наречие (Braunschweiger Platt), Боде-диалект (Bode-Mundart), каленбергский диалект (Calenberger Platt), эльбостфальский диалект (Elbostfälisch), гёттингенско-грубенгагенский вариант (Göttingisch-Grubenhagensch), хайдеостфальский диалект (Heideostfälisch), хильдесхаймерский диалект (Hildesheimer Platt), хольцланд-остфальский вариант (Holzland-Ostfälisch), Хю-диалект (Huy-Mundart), северо-остфальский диалект (Nördliches Ostfälisch), мюнденский диалект (Münnisch-Mundart), Окер-диалект (Oker-Mundart), восточно-остфальский диалект (Östliches Ostfälisch), папентайхский диалект (Papenteicher Platt).